# Stora Frö
Stora Frö är en ort i Mörbylånga kommun i Kalmar län, belägen i Vickleby socken på västra Öland cirka sex kilometer norr om centralorten Mörbylånga. 
Före 2018 var den av SCB avgränsad till en småort för att från 2018 räknas som en del av tätorten Stora Frö och Haga Park.

## Historia
I Stora Frö har funnits två hamnar. I Fröbygårda, strax norr om Haga park, har en hamn varit igång i varje fall sedan medeltiden. Genom sandförskjutningar på botten blev den med tiden uppslammad, allt svårare att använda och till sist avlyst 1860. Hamnen hade på 1800-talet tolv dagliga färjeturer till Kalmar. I  Fröbygårda hade sedan urminnes tid och fram till 1892 hållits en årlig större marknad (”Frömarken”). 1853 beslöts att i ny hamn skulle byggas längre norrut i Stora Frö. En två kilometer lång pir byggdes ut till en liten ö i Kalmarsund och färjetrafik till Kalmar kom igång. Ledare för projektet var hovstallmästare C.W. Beijer (1796-1886) på Ottenby kungsgård. Efter honom fick hamnen namnet Beijershamn. Hamnen var dock felkonstruerad och piren inte genomsläpplig för vatten, vilket också här ledde till uppslamning. Trafiken tvangs upphöra 1870 och Stora Frös stora hamnföretag gick i konkurs. Misslyckandet resulterade i att området utvecklades till ett fågelskyddsområde med riksintresse.

## Befolkningsutveckling
| Befolkningsutvecklingen i Stora Frö 1990–2015 | Befolkningsutvecklingen i Stora Frö 1990–2015 | Befolkningsutvecklingen i Stora Frö 1990–2015 | Befolkningsutvecklingen i Stora Frö 1990–2015 | Befolkningsutvecklingen i Stora Frö 1990–2015 |
| --------------------------------------------- | --------------------------------------------- | --------------------------------------------- | --------------------------------------------- | --------------------------------------------- |
|                                               |                                               |                                               |                                               |                                               |
| År                                            |                                               |                                               | Folkmängd                                     | Areal (ha)                                    |
| 1990                                          | 1990                                          |                                               | 134                                           | 28#                                           |
| 1995                                          | 1995                                          |                                               | 112                                           | 28#                                           |
| 2000                                          | 2000                                          |                                               | 125                                           | 30#                                           |
| 2005                                          | 2005                                          |                                               | 120                                           | 28#                                           |
| 2010                                          | 2010                                          |                                               | 123                                           | 28#                                           |
| 2015                                          | 2015                                          |                                               | 144                                           | 38#                                           |
| Anm.: # Som småort.                           |                                               |                                               |                                               |                                               |

## Evenemang
I Stora Frö anordnas musikfestivalen Öland Roots.